# Хам, Эзекиль
Але́ссио Эзеки́ль Наи́м Хам (араб. إزيكييل هام‎; исп. Alessio Ezequiel Naim Ham; род. 10 марта 1994, Буэнос-Айрес) — сирийский футболист аргентинского происхождения, полузащитник аргентинского клуба «Унион» и сборной Сирии.

## Биография

### Клубная карьера
Эзекиль Хам родился в Буэнос-Айресе, но имеет сирийские корни. Он начал карьеру в Аргентине в клубе «Архентинос Хуниорс», за который дебютировал в Примере 29 марта 2014 года в матче против «Бельграно», который закончился со счётом 0:0. 19 сентября 2015 года в матче с «Бокой Хуниорс» после столкновения с Карлосом Тевесом получил перелом ноги и выбыл из игры более чем на полтора года, вернувшись в строй через 610 дней. Всего за «Хуниорс» за пять сезонов сыграл 19 матчей и забил 2 гола.
В 2018 году играл на правах аренды в Японии за клуб Второй Джей-лиги «Гифу». После возвращения из аренды вновь получил тяжёлую травму — разрыв крестообразных связок. После восстановления перешёл на правах аренды в клуб Примеры B Насьональ «Сантамарину».
В октябре 2020 года Хам в качестве свободного агента перешёл в «Олимпо», подписав с клубом контракт до декабря 2021 года. В составе «Олимпо» за два сезона он сыграл 44 матча и забил 2 гола. Затем в течение двух сезонов играл за «Индепендьенте Ривадавия», вместе с которым пробился пробился в Примеру — за два сезона сыграл 65 матчей и забил 4 гола.
30 декабря 2024 года было объявлено о его переходе в «Унион» из Санта-Фе.

### Карьера в сборной
В октябре 2023 года был вызван в сборную Сирии на предстоящие матчи. 17 октября 2023 года в товарищеском матче со сборной Кувейта дебютировал за национальную сборную — Кувейт выиграл матч со счётом 2:1.
В декабре 2023 года был включён в состав сборной на Кубок Азии 2023. На турнире был основным игроком и сыграл в 4 матчах — Сирия проиграла в серии пенальти сборной Ирана и выбыла из турнира.